# Isaac Gamaliel de Rovéréa
Isaac-Gamaliel de Rovéréa, né le 19 septembre 1695 à Bex et mort dans ce même bourg le 6 mars 1766, est un ingénieur, cartographe et architecte suisse.

## Biographie
Après quelques années d'engagement mercenaire au service de la Hollande et de l’Angleterre, Rovéréa s’établit en 1720-1721 à Vevey et à La Tour-de-Peilz, puis rentre à Bex où il se fait remarquer par Anton Lombach, directeur des salines de Roche. Les autorités bernoises le nomment en 1725 à la fonction de « Directeur des mines de sel », charge  dont il s'acquittera durant trois décennies. Il forme également son fils Gamaliel de Rovéréa, qui lui succédera à ce poste.
Cartographe, il est l’auteur d'une « Carte du gouvernement d'Aigle », levée de 1734 à 1744.
Comme ingénieur des ponts et chaussées, il dessine un plan pour la correction de la route de Vevey à Villeneuve, et il est mandaté en 1744 pour la reconstruction du pont de Fégire, à l’entrée de Châtel-Saint-Denis. Ce projet de pont en pierre semble cependant ne pas avoir été exécuté.
Également « Inspecteur du Rhône », Rovéréa a des compétences en matière de constructions hydrauliques. Il rédige ainsi des projets non seulement pour le Rhône, mais également pour la Viège, la Grande Eau, et même le Seyon à Neuchâtel.
Mais c’est comme ingénieur et architecte des salines dans la région du Chablais vaudois que Rovéréa est le plus actif. Il a laissé nombre de projets pour des galeries souterraines (notamment celle du Bouillet à Bex), des escaliers et lignes de communication entre les salines, des chaudières, des réservoirs. On lui doit ainsi la majeure partie des galeries creusées au XVIIIe siècle. Dans le domaine de l'architecture, il dirige la transformation de la maison du facteur des sels de Salin à Panex, dessine les plans de la maison du facteur des sels à Aigle (1733), et sans doute aussi ceux de la maison des saulniers à Roche.
On lui doit en outre les plans de l’hôtel de ville de Bex, bâtiment à arcades qui n’est pas sans rappeler l’hôtel de ville de Saint-Maurice, construit par l’architecte lausannois Guillaume Delagrange.